# Blaesoxipha grisea
Blaesoxipha grisea är en tvåvingeart som först beskrevs av Johann Wilhelm Meigen 1826.  Blaesoxipha grisea ingår i släktet Blaesoxipha och familjen köttflugor.
Artens utbredningsområde är Frankrike. Inga underarter finns listade i Catalogue of Life.